# Анизи-ле-Шато
Анизи-ле-Шато (фр. Anizy-le-Château) — ассоциированная коммуна на севере Франции, регион О-де-Франс, департамент Эна, округ Лан, кантон Лан-1. Расположена в 40 км к юго-востоку от Сен-Кантена и в 20 км к юго-западу от Лана, в 8 км от национальной автомагистрали N2. К югу от территории коммуны протекает река Элетт, приток Уазы, и параллельно ей на расстоянии до 150 м канал Уаза-Эна. С 1 января 2019 года коммуны Анизи-ле-Шато, Лизи и Фокукур образовали новую коммуну Анизи-ле-Гран.
Население (2014) — 1 944 человек.

## Население
| 1962 | 1968 | 1975 | 1982 | 1990 | 1999 | 2014 |
| ---- | ---- | ---- | ---- | ---- | ---- | ---- |
| 1526 | 1713 | 1788 | 1926 | 1896 | 1903 | 1944 |

## Экономика
Уровень безработицы (2014) — 15,5 % (Франция в целом —  13,5 %, департамент Эна — 17,8 %). 

Среднегодовой доход на 1 человека, евро (2013) — 18 155 (Франция в целом — 20 185, департамент Эна — 18 300).
В 2010 году среди 1155 человек трудоспособного возраста (15—64 лет) 805 были экономически активными, 350 — неактивными (показатель активности — 69,7 %, в 1999 году было 66,8 %). Из 805 активных жителей работали 704 человека (380 мужчин и 324 женщины), безработных было 101 (42 мужчины и 59 женщин). Среди 350 неактивных 98 человек были учениками или студентами, 117 — пенсионерами, 135 были неактивными по другим причинам.

## Администрация
Пост мэра Анизи-ле-Шато с 2014 года занимает Амбруаз Сантонс-Сандра (Ambroise Centonze-Sandras). На муниципальных выборах 2014 года возглавляемый им смешанный список одержал победу в 1-м туре, получив 55,60 % голосов.

## Известные жители
- Альбер-Эрнест Каррье-Беллёз (1824—1887) — французский скульптор, ученик Давида Анжерского